# Nürburgring Gp-Strecke
Il Nürburgring Gp-Strecke (in tedesco, circuito Gp) è il circuito principale del complesso del Nürburgring.
Per quanto riguarda la Formula 1 ha ospitato quattro edizioni del Gran Premio di Germania (nel 1985, 2009, 2011 e 2012), dodici del Gran Premio d'Europa (nel 1984, nel biennio 1995-1996 e dal 1999 al 2007), due del Gran Premio del Lussemburgo (nel biennio 1997-1998) e una del Gran Premio dell'Eifel (2020); per quanto concerne il motomondiale è stato sede per sette edizioni del Gran Premio di Germania (nel 1984, 1986, 1988, 1990 e dal 1995 al 1997); infine nell'ambito del Campionato mondiale Superbike ha ospitato otto edizioni del Gran Premio di superbike del Nürburgring (nel biennio 1998-1999 e dal 2008 al 2013).

## Storia
Dopo l'incidente occorso a Niki Lauda durante il Gran Premio di Germania 1976, i piloti ottennero che il vecchio circuito della Nordschleife fosse escluso dal calendario del campionato mondiale. Pur continuando a essere tappa del Motomondiale, di alcune formule minori e di gare di durata, ai gestori del circuito interessava tornare a ospitare la massima serie del panorama delle corse automobilistiche, e per questo si decise di costruire una pista più moderna e corta per consentire il ritorno della Formula 1.
Dopo varie proposte e qualche problema finanziario, nel 1984 fu inaugurato il nuovo tracciato che fu costruito nella zona dove in passato era situata la Südschleife, il Gp-Strecke o più comunemente Nuovo Nürburgring, che però non ha nulla in comune con il vecchio tracciato, se non la zona dove è costruito il nuovo rettilineo dei box. Importanti modifiche furono effettuate nel 2002, con la costruzione di una nuova sezione subito dopo il rettilineo dei box denominata Mercedes Arena. A parte un'occasione nel 1985, il Gran Premio di Germania restò all'Hockenheimring, così col tempo il Nürburgring diventò sede della seconda corsa tedesca del mondiale, ospitando negli anni il Gran Premio d'Europa e quello del Lussemburgo.

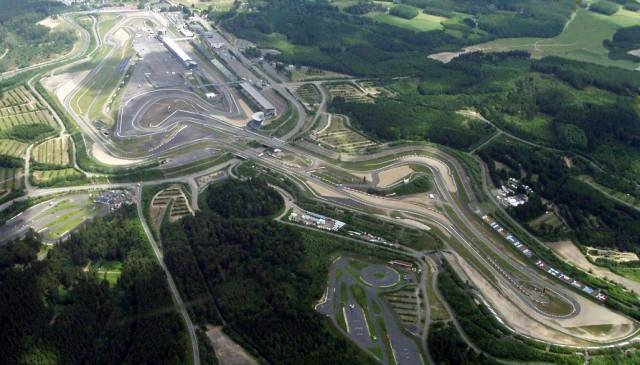
Vista aerea del tracciato Gp-Strecke del Nürburgring

A partire dal campionato 2008 si alterna col circuito di Hockenheim nell'organizzazione del GP di Germania, anche se le difficoltà finanziarie di quest'ultimo fanno temere per il suo mantenimento nel calendario. Tuttavia, nel settembre 2009, venne esteso il contratto con la FOA per ospitare la manifestazione fino al 2018, con l'impegno della stessa di coprire eventuali perdite. Anche la permanenza al Nuovo Nürburgring è messa in dubbio dalla volontà del governo della Renania-Palatinato di non supportare finanziariamente la gara. Il responsabile del circuito, Jörg Lindner, ha affermato che il mantenimento della gara avverrà solo se vi saranno condizioni politiche ed economiche accettabili. L'edizione 2013 della corsa, prevista al Nürburgring, è stata a lungo tempo in dubbio a causa delle difficoltà degli organizzatori ad addivenire alle richieste di Bernie Ecclestone; si prospettò così la possibilità che il gran premio restasse a Hockenheim, pur nelle difficoltà finanziarie anche di questo tracciato. Sulla situazione pesa anche la diversa proprietà dei due circuiti: l'AvD (Automobilclub von Deutschland), proprietario del Nürburgring, era contrario all'effettuazione della corsa all'Hockenheimring, di proprietà dell'ADAC (Allgemeiner Deutscher Automobil-Club). Per tale ragione Ecclestone propose di chiamare la gara, in caso di permanenza a Hockenheim, GP d'Europa, vista la sua assenza nel calendario 2013.
Nella stagione 2015, il Grand Prix di Germania sarebbe dovuto tornare al Nürburgring, ma le difficoltà finanziarie del tracciato avevano aperto la possibilità che la gara si svolgesse all'Hockenheimring. Gli organizzatori del Nürburgring avevano successivamente proposto di tenere la gara sul loro tracciato, cedendo però l'organizzazione direttamente alla Formula One Management. Poco prima del Gran Premio d'Australia, Ecclestone aveva messo in forte dubbio la tenuta del gran premio, annunciando anche che, in caso di sua mancata tenuta, la gara non sarebbe stata sostituita. Il 20 marzo 2015, dopo che il tracciato ha rinunciato a organizzare l'evento a causa delle difficoltà finanziarie, viene comunicata la decisione definitiva di cancellare la gara tedesca dal calendario iridato, ponendo così fine all'alternanza con Hockenheim che durava dal 2008. Nonostante la crisi economica del tracciato metteva a rischio lo svolgimento della gara nel 2017, il Nürburgring era comunque disposto a ospitare la Formula 1.
Il 16 dicembre 2015, Ecclestone conferma che anche nel 2017 il GP di Germania non si svolgerà al Gp-Strecke. Successivamente, dopo che gli organizzatori della pista di Hockenheim non sono riusciti a subentrare per via dei problemi economici, Georg Seiler, CEO dell'Hockenheimring, conferma che la corsa non si disputerà nel 2017. Così come la Nordschleife, anche il Gp-Strecke è aperto al pubblico che, dietro pagamento di un pedaggio, può percorrere il circuito con il proprio veicolo.
Nella stagione 2020 di Formula 1 viene annunciato che il circuito ospita l'edizione del Gran Premio dell'Eifel, introdotto dalla FIA per garantire un certo numero di gare durante il campionato, condizionato dalla pandemia di COVID-19, segnando a distanza di sette anni il suo ritorno nel calendario mondiale, dopo aver ospitato l'ultima volta il Gran Premio di Germania 2013.
Il record assoluto del circuito è di 1'25"269 stabilito da Valtteri Bottas su Mercedes nelle qualifiche del Gran Premio dell'Eifel 2020.

## Mappe del circuito

La configurazione di 4556 m utilizzata dal 1984 al 2001
La configurazione di 5148 m utilizzata dal 2002
Circuito National utilizzato dal DTM

## Albo d'oro della Formula 1

### Gran Premio d'Europa
| Anno | Pilota             | Vettura             | Resoconto |
| ---- | ------------------ | ------------------- | --------- |
| 1984 | Alain Prost        | McLaren-TAG Porsche | Resoconto |
| 1995 | Michael Schumacher | Benetton-Renault    | Resoconto |
| 1996 | Jacques Villeneuve | Williams-Renault    | Resoconto |
| 1999 | Johnny Herbert     | Stewart-Ford        | Resoconto |
| 2000 | Michael Schumacher | Ferrari             | Resoconto |
| 2001 | Michael Schumacher | Ferrari             | Resoconto |
| 2002 | Rubens Barrichello | Ferrari             | Resoconto |
| 2003 | Ralf Schumacher    | Williams-BMW        | Resoconto |
| 2004 | Michael Schumacher | Ferrari             | Resoconto |
| 2005 | Fernando Alonso    | Renault             | Resoconto |
| 2006 | Michael Schumacher | Ferrari             | Resoconto |
| 2007 | Fernando Alonso    | McLaren-Mercedes    | Resoconto |

### Gran Premio di Germania
| Anno | Pilota           | Vettura          |
| ---- | ---------------- | ---------------- |
| 1985 | Michele Alboreto | Ferrari          |
| 2009 | Mark Webber      | Red Bull-Renault |
| 2011 | Lewis Hamilton   | McLaren-Mercedes |
| 2013 | Sebastian Vettel | Red Bull-Renault |

### Gran Premio del Lussemburgo
| Anno | Pilota             | Vettura          | Resoconto |
| ---- | ------------------ | ---------------- | --------- |
| 1997 | Jacques Villeneuve | Williams-Renault | Resoconto |
| 1998 | Mika Häkkinen      | McLaren-Mercedes | Resoconto |

### Gran Premio dell'Eifel
| Anno | Pilota         | Vettura  | Resoconto |
| ---- | -------------- | -------- | --------- |
| 2020 | Lewis Hamilton | Mercedes | Resoconto |